# Bebryce sulfurea
Bebryce sulfurea är en korallart som beskrevs av Manfred Grasshoff 2000. Bebryce sulfurea ingår i släktet Bebryce och familjen Plexauridae.
Artens utbredningsområde är Röda havet. Inga underarter finns listade i Catalogue of Life.

## Bildgalleri

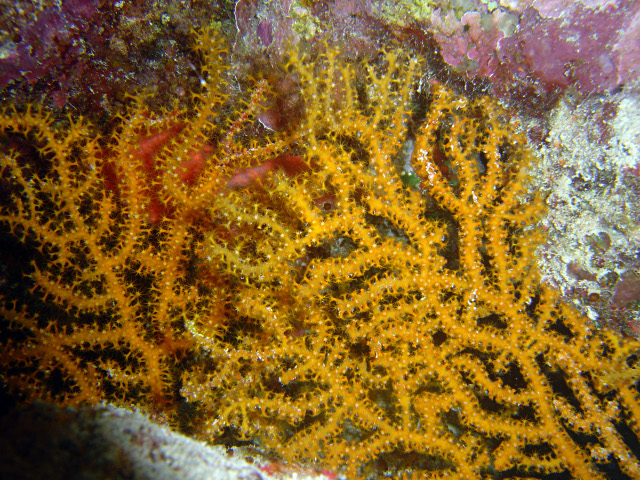